# Trumbull
Pour les articles homonymes, voir Trumbull (homonymie).
Trumbull est une ville située dans le comté de Fairfield, dans l'État du Connecticut (États-Unis). Lors du recensement de 2010, sa population s’élevait à 36 018 habitants.

## Géographie
Selon le Bureau du recensement des États-Unis, la superficie de la municipalité est de 23,56 milles carrés (61,02 km2), dont 23,32 milles carrés (60,4 km2) de terres et 0,24 milles carrés (0,62 km2) de plans d'eau (soit 1,02 %).

## Histoire
Appelée Unity puis North Stratford, la ville adopte le nom de Trumbull lorsqu'elle devient une municipalité en 1797. Elle est depuis nommée en l'honneur du gouverneur Jonathan Trumbull.

## Démographie
D'après le recensement de 2000, il y avait 34 243 habitants, 11 911 ménages, et 9 707 familles dans la ville. La densité de population était de 567,7 hab/km2. Il y avait 12 160 maisons avec une densité de 201,6 maisons/km2. La décomposition ethnique de la population était : 94,02 % blancs ; 1,88 % noirs ; 0,11 % amérindiens ; 2,38 % asiatiques ; 0,02 % natifs des îles du Pacifique ; 0,71 % des autres races ; 0,88 % de deux ou plus races. 2,70 % de la population était hispanique ou Latino de n'importe quelle race.
Il y avait 11 911 ménages, dont 37,5 % avaient des enfants de moins de 18 ans, 71,7 % étaient des couples mariés, 7,4 % avaient une femme qui était parent isolé, et 18,5 % étaient des ménages non-familiaux. 16,2 % des ménages étaient constitués de personnes seules et 9,6 % de personnes seules de 65 ans ou plus. Le ménage moyen comportait 2,82 personnes et la famille moyenne avait 3,17 personnes.
Dans la ville la pyramide des âges était 26,0 % en dessous de 18 ans, 5,0 % de 18 à 24 ans, 27,6 % de 25 à 44 ans, 24,1 % de 45 à 64 ans, et 17,3 % qui avaient 65 ans ou plus. L'âge médian était 40 ans. Pour 100 femmes, il y avait 92,7 hommes. Pour 100 femmes de 18 ans ou plus, il y avait 88,9 hommes.

Le revenu médian par ménage de la ville était 79 507 dollars US, et le revenu médian par famille était $88 290. Les hommes avaient un revenu médian de $62 201 contre $41 384 pour les femmes. Le revenu par habitant de la ville était $34 931. 2,3 % des habitants et 1,4 % des familles vivaient sous le seuil de pauvreté. 2,4 % des personnes de moins de 18 ans et 3,6 % des personnes de plus de 65 ans vivaient sous le seuil de pauvreté.
| 2000   | 2010   | - | - | - | - |
| ------ | ------ | - | - | - | - |
| 34 243 | 36 018 | - | - | - | - |